# Донг (Індія)
Донг — це невелике село в окрузі Анджав (до 2004 — частина округу Лохіт) індійського штату Аруначал-Прадеш. Це найсхідніший населений пункт у країні, розташований поблизу точки, де перетинаються кордони Індії, Китаю і М'янми.

## Розташування
Донг лежить у місці злиття річок Лохіт і Саті (або Саї Ti) на висоті 1240 метрів над рівнем моря.

## Опис
У селі живе усього 4 родини: шість осіб чоловічої статі і дев'ять — жіночої. Дітей до шести років — четверо (26.67% мешканців села). Сюди можна дістатися пішки від Валонга за 90 хвилин підйому. Діти ходять до школи у Валонг. Місцеві вирощують рис, кукурудзу, свиней і курей.